# Macarthismo

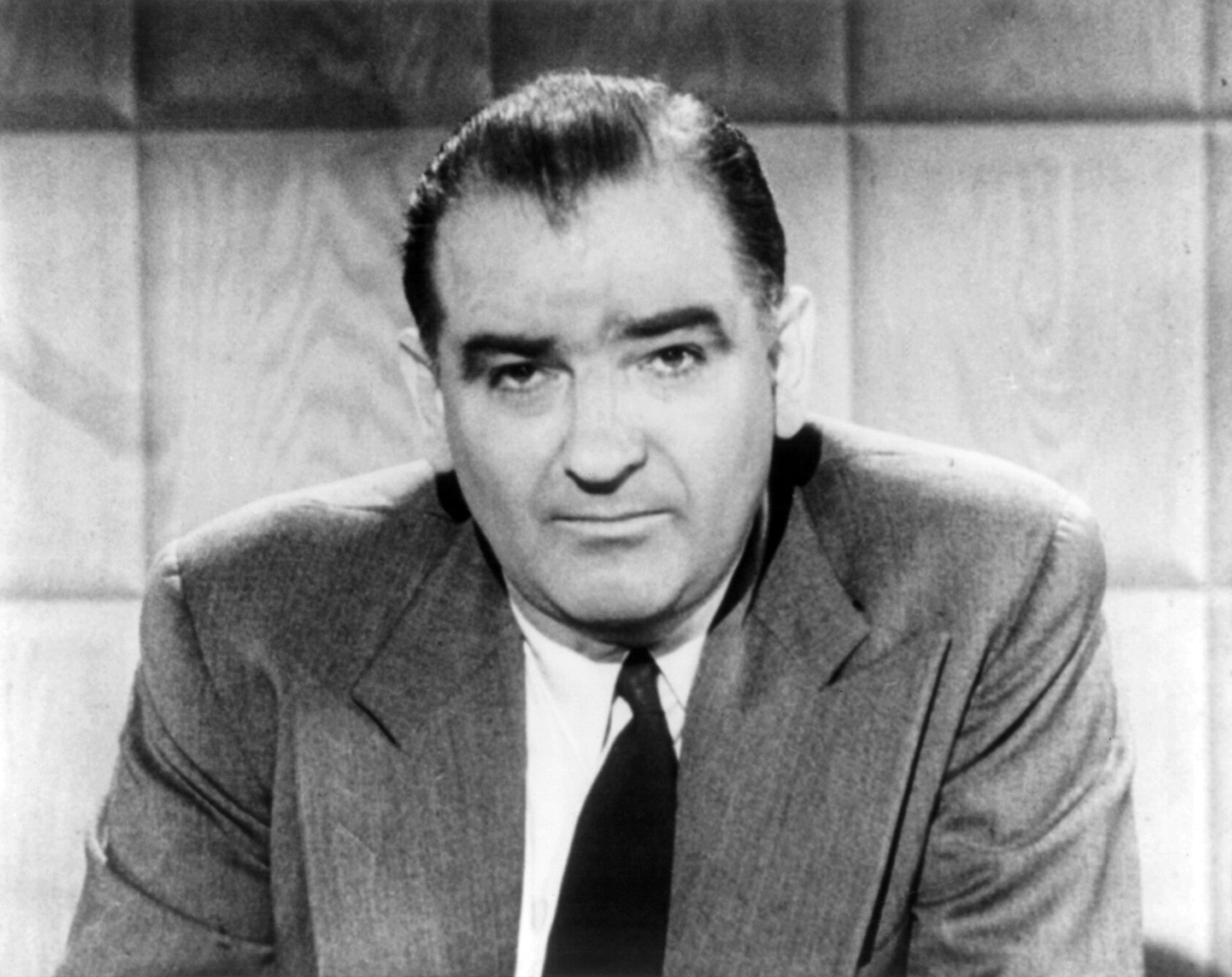
Joseph McCarthy, senador por Wisconsin (1947-1957)

Macarthismo (em inglês McCarthyism) é um termo que se refere à prática de acusar alguém de subversão ou de traição. O termo tem suas origens no período da História dos Estados Unidos conhecido como segunda ameaça vermelha, que durou de 1950 a 1957 e foi caracterizado por uma acentuada repressão política aos comunistas, assim como por uma campanha de medo à influência deles nas instituições estadunidenses e à espionagem por agentes da União Soviética. Originalmente cunhado para descrever a patrulha anticomunista promovida pelo Senador republicano Joseph McCarthy, do Wisconsin, o termo logo adquiriu um significado mais extenso, sendo utilizado hoje para descrever o excesso de iniciativas similares. Também é utilizado para descrever acusações imprudentes e pouco fundamentadas, assim como ataques demagógicos ao caráter ou ao senso de patriotismo de adversários políticos.
Durante o macarthismo, milhares de americanos foram acusados de serem comunistas ou simpatizantes e tornaram-se objetos de agressivas investigações e de inquéritos abertos pelo governo ou por indústrias privadas. O principal alvo das suspeitas foram funcionários públicos, trabalhadores da indústria do entretenimento, educadores e sindicalistas. As suspeitas eram frequentemente dadas como certas mesmo se fossem baseadas em evidências inconclusivas e questionáveis e se o nível de ameaça representado pela real ou suposta afiliação do indivíduo a ideias ou associações de esquerda fosse exagerado. Muitas pessoas perderam seus empregos e/ou tiveram suas carreiras destruídas; alguns foram até presos. A maioria das punições foram baseadas em julgamentos que mais tarde foram anulados, leis que foram declaradas inconstitucionais, demissões por justa causa que foram declaradas ilegais ou contestáveis e procedimentos extrajudiciais que entrariam em descrédito geral no futuro.
Os exemplos mais notáveis do macarthismo incluem os discursos, as investigações e os inquéritos do próprio Senador McCarthy; a Lista Negra de Hollywood, com as investigações conduzidas pelo Comitê de Atividades Antiamericanas (HUAC); e as diversas atividades anticomunistas do FBI sob a direção de J. Edgar Hoover. O macarthismo foi um amplo fenômeno sociocultural que afetou a sociedade dos Estados Unidos em todos os níveis e gerou uma grande quantidade de debate e conflito interno naquele país.
Muitos filmes foram produzidos sobre este período, todos retratando McCarthy e seus seguidores como figuras desprezíveis e a história que criaram como uma crise que foi superada. Dentre estes destaca-se Boa Noite e Boa Sorte dirigido por George Clooney e estrelado por David Strathairn, no papel do jornalista Edward R. Murrow. O filme narra os embates entre o jornalista e o Senador McCarthy, durante os anos 1950, que contribuíram na decadência do senador.